# Arthur Kaufmann (peintre)
Pour les articles homonymes, voir Arthur Kaufmann et Kaufmann.
Arthur Kaufmann (né le 7 juillet 1888 à Mülheim et mort le 25 septembre 1971 à Nova Friburgo, Brésil) est un peintre expressionniste allemand.

## Biographie
Après avoir fréquenté l'école de Mülheim, Arthur Kaufmann étudie à l'Académie des beaux-arts de Düsseldorf de 1904 à 1906 et étudie la peinture avec Peter Janssen. Au cours des années suivantes, il séjourne à l'étranger pour poursuivre ses études, notamment en France, en Angleterre et en Italie. À partir de 1913, il étudie à l'Académie Julian à Paris en tant qu'élève du Fauconnier.
Après la Première Guerre mondiale, Kaufmann retourne à Düsseldorf en 1919. Avec Herbert Eulenberg et Adolf Uzarski, il fonde l'association d'artistes La Jeune Rhénanie. Avec la première exposition internationale d'art en 1922, ils attirent l'attention et font sensation. Le centre du groupe d'artistes La Jeune Rhénanie est la galerie de la vieille ville « Junge Kunst - Frau Ey ». En 1925, Kaufmann peint ses contemporains regroupés autour de la marchande d'art Johanna Ey : Le portrait de gauche à droite, devant : Gert Heinrich Wollheim, Johanna Ey, Karl Schwesig (de), Adalbert Trillhaase (de) ; au dos : le poète Herbert Eulenberg, Theo Champion (de), Jankel Adler, l'actrice Hilde Schewior (1896-1955), au chevalet Ernst te Peerdt, à côté de lui l'homme d'affaires lui-même, Walter Ophey, Otto Dix, sa femme Elisabeth (1887-1968) et le pédagogue Hans Heinrich Nicolini (1883-1961).
En 1929, Kaufmann fonde l'école municipale des arts décoratifs à Düsseldorf et en prend la direction.
Après la prise du pouvoir par les nationaux-socialistes, Kaufmann est limogé pour des raisons raciales. Il s'exile ensuite à La Haye en 1933 et émigre de là aux États-Unis en 1936. Comme Kaufmann n'a initialement pas la possibilité de gagner sa vie en vendant des images après avoir émigré, sa femme Elisabeth, une psychologue de formation, peut subvenir à ses besoins pour lui et les deux enfants grâce à son travail. Il gagne sa vie comme portraitiste. À New York en 1938, il commence à travailler sur le triptyque Die Geistige Emigration (achevé en 1964), qui le rendre célèbre. Parmi les 38 dépeints se trouvent des exilés bien connus tels que Ernst Bloch, Albert Einstein, Fritz Lang, Max Reinhardt, Thomas Mann, ses enfants Klaus et Erika Mann, Martin Buber, Friedrich Wilhelm Foerster, Max Wertheimer, George Grosz et Jankel Adler.
Après la Seconde Guerre mondiale - pour la première fois en 1953 - il revient régulièrement en Allemagne pour accompagner des expositions de ses œuvres (principalement sur ses anciens lieux de travail à Düsseldorf et Mülheim). Après la mort de sa femme en 1968, Kaufmann déménage pour vivre avec sa fille Miriam à Friburgo, au Brésil. Il y meurt immédiatement après avoir visité l'Allemagne en 1971.

## Expositions
- 1937-1952 : diverses expositions à New York
- 1946 : Expositions collectives à Rio de Janeiro et Sao Paulo
- 1953 : Exposition collective à la Kunsthalle de Düsseldorf : portraits, natures mortes et paysages
- 1954 : Exposition au Musée municipal de Mülheim
- 1958 : Exposition collective à l'occasion de ses 70 ans au Jewish Museum, New York
- 2008 : Städtisches Museum Mülheim : L'émigration intellectuelle, Arthur Kaufmann, Otto Pankok (de) et leurs réseaux d'artistes (catalogue)